# Nueve de Julio (Buenos Aires)
Nueve de Julio is een plaats in het Argentijnse bestuurlijke gebied (partido) Nueve de Julio in de provincie Buenos Aires. De plaats telt 43.733 inwoners.
De plaats is sinds 1957 de zetel van het rooms-katholieke bisdom Nueve de Julio.

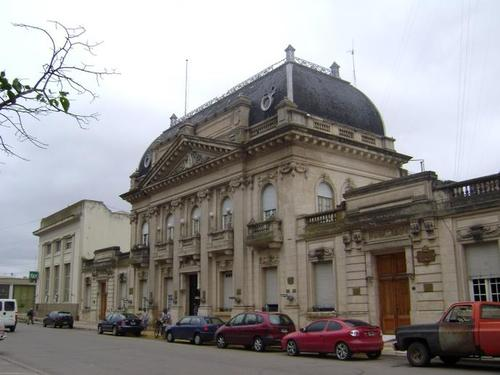
Gemeentehuis